# Tom Krantz
Tom Krantz, född 15 juli 1971 i Malmö, är en svensk kanotist. Krantz har varit med i ett olympiskt spel, 1996 i Atlanta, där han deltog i K-1 500 m och K-1 1000 m.
Krantz är Stor grabb nummer 107 på Svenska Kanotförbundets lista över mottagare för utmärkelsen Stor kanotist.